# بوشيني صيني
بوشيني صيني (الاسم العلمي: Puccinia sinica) هو نوع من الفطريات يتبع جنس البوشيني من فصيلة البوشينية.